# The Legal 500
The Legal 500 es una compañía de clasificación e investigación con sede en el Reino Unido, encargada de evaluar firmas de abogados y juristas de todo el mundo para sus publicaciones, entre las que se incluyen rankings y guías anuales.

## Historia
La compañía fue fundada por su primer editor en jefe, John M. Pritchard. Desde el año 2015 David Goulthorpe oficia como director de mercadeo y David Burgess como director de publicaciones. Mike Nash se unió al proyecto como editor en jefe luego de su experiencia en la revista de finanzas Euromoney. The Legal 500 hace parte de la organización Living Wage Foundation, que tiene como objeto reconocer a las empresas el pago de un salario digno.

## Generalidades
The Legal 500 es un nombre comercial de la editorial y firma de análisis legal Legalease Ltd, encargada también de publicar la revista Legal Business. La compañía se encarga de realizar publicaciones en línea y administra la revista GC, donde presenta recursos en el ámbito de las leyes, puntos de vista de los clientes y eventos en vivo.
Las clasificaciones en The Legal 500 se basan en el mérito y usan la información disponible públicamente y los datos facilitados por los propios bufetes de abogados. Estas listas son publicadas en el sitio web de la empresa. Anualmente, la compañía organiza los premios The Legal 500 Awards y publica el ranking GC Powerlist, donde incluye abogados destacados de varias regiones del mundo.